# En el Aula Magna de Concepción
Violeta Parra en el Aula Magna de Concepción o En el Aula Magna de Concepción es un álbum de la folclorista chilena Violeta Parra, compuesto por entrevistas, conferencias y canciones recopiladas por ella en el campo chileno a finales de la década de los 50. Los contenidos del disco fueron grabados en el verano de 1960, y permanecieron inéditos en CD hasta 2010, cuando el álbum fue editado por el sello Oveja Negra como parte del compilatorio Obras de Violeta Parra: Musicales, Visuales y Poéticas.

## Historia y Contenido

### Entrevista en Radio Universidad de Concepción
Durante el verano de 1960, Violeta Parra fue invitada a la VI Escuela Internacional de Verano de la Universidad de Concepción, para participar en el ciclo "Claves para el conocimiento del hombre de Chile" Previo a esta conferencia, realizó una entrevista para la Radio Universidad de Concepción, convocada por su locutor Mario Céspedes. Esta entrevista se realizó el 5 de enero de 1960 en el Hotel Bio Bío de Concepción. En el curso de la entrevista, Violeta describe detalladamente su proyecto de décimas autobiográficas, en el que se encontraba trabajando, así como el descubrimiento de las centésimas, forma poética creada por ella a sugerencia de su hermano Nicanor. Violeta lee a Céspedes extractos de su autobiografía en décimas, haciendo referencia principalmente a episodios de su infancia, y presenta, asimismo, las centésimas del 1 al 100. Esta parte de la entrevista ha sido editada en diversas ediciones del álbum Décimas y Centésimas.

### «El gavilán»
El CD En el Aula Magna recoge otras partes de la entrevista, como aquella en la que se refiere largamente a su proyecto de ballet «El gavilán». En la primera de las pistas de este disco, Violeta describe el argumento general del ballet, sus personajes y su historia en general:

El tema de fondo es el amor. El amor que (...) destruye casi siempre, no siempre construye (...) El gavilán representa el hombre, que es el personaje masculino y principal del ballet. La gallina representa a la mujer y que es el personaje, también de primer orden, pero el personaje sufrido, el que resiste todas las consecuencias de este gavilán con garras y con malos sentimientos, que también sería el poder, como dijistes tú, y el capitalismo, el poderoso.
Violeta Parra en entrevista a Radio Universidad de Concepción, 1960

Sería éste un proyecto ambicioso, con una mezcla de orquesta, y la intervención de instrumentos típicos chilenos, como "las guitarras, las arpas, los tambores y las trutrucas (...)". La misma folclorista sería la protagonista principal, puesto que, en sus propias palabras:

Este canto tiene que ser cantado incluso por mí misma. Porque el dolor no puede estar canta’o por una voz académica, una voz de conservatorio. Tiene que ser una voz sufrida como lo es la mía, que lleva cuarenta años sufriendo.
Violeta Parra en entrevista a Radio Universidad de Concepción, 1960

La segunda pista presenta un extracto del ballet, que recoge la primera parte, correspondiente al encuentro de los personajes principales. Violeta dejaría este proyecto de ballet inconcluso. El único fragmento conservado es precisamente esta canción, conocida simplemente como «El gavilán», de la cual se conservan otras dos versiones grabadas a través de cintas magnetofónicas (nunca en estudio): estas dos versiones han sido añadidas a distintas ediciones en CD, como en Cantos de Chile (Presente/Ausente), Composiciones para Guitarra y Canciones Reencontradas en París.
«El gavilán» es, en definitiva, una de las canciones más analizadas de la discografía de Violeta Parra. Varias tesis de nivel universitario analizan su inusual estructura musical y poética; a modo de ejemplo, el investigador Christian Spencer califica a esta obra, junto con las "Anticuecas" como: «un monumento de carácter reflexivo-abstracto y al mismo tiempo un fenómeno musicológico y fundacional, de elevado 'valor agregado' inserto en el contexto de una industria cultural». Por otra parte, en 2013, la investigadora Lucy Oporto editó el libro El diablo en la música: la muerte del amor en «El gavilán» de Violeta Parra, que contiene un análisis del contenido de la canción y una reflexión sobre la misma desde diversos puntos de vista.

### Conferencia
La tercera pista del CD contiene la conferencia que Violeta Parra fue a realizar en la Escuela de Verano mencionada, felizmente conservada de manera íntegra. La grabación está fechada el 5 de enero de 1960, y se realizó en el Auditorium de la Escuela de Educación de la Universidad de Concepción. Durante la misma, Violeta lee parte del manuscrito del libro Cantos folklóricos chilenos, en el que ella relata sus experiencias rescatando el auténtico folclor chileno a través de los campos. Como ilustración de las historias presentadas, Violeta canta, acompañada de guitarra, canciones de algunos de sus informantes Alberto Cruz, Juan de Dios Leiva, Rosa Lorca, Antonio Suárez, Agustín Rebolledo, Emilio Lobos y Gabriel Soto. En varias oportunidades es posible escuchar las reacciones del auditorio ante las historias contadas por Violeta.

### Violeta Parra en Concepción
Ésta no era la primera ni sería la última visita de Violeta a Concepción. En 1952 la folclorista ya había sido invitada a las Escuelas de Verano de la Universidad de Concepción, y en noviembre de 1957 se traslada con sus hijos Carmen Luisa y Ángel a Concepción, contratada por la Universidad, y realiza investigaciones folklóricas descubriendo las cuecas del sector, las que "siempre serán sus favoritas". De hecho, su disco El folklore de Chile, vol. III – La cueca presentada por Violeta Parra contiene varias cuecas recopiladas en la zona. Por otro lado, el 22 de enero de 1958 Violeta Parra funda el Museo Nacional del Arte Folklórico Chileno, dependiente de la Universidad de Concepción.

## Lista de canciones
La siguiente lista enunmera los tres tracks que conforman el CD:

| CD  |                                                       |                                 |          |  |
| N.º | Título                                                | Escritor(es)                    | Duración |  |
| 1.  | «Entrevista radial de Mario Céspedes a Violeta Parra» | Mario Céspedes, Violeta Parra   | 5:08     |  |
| 2.  | «El gavilán, gavilán»                                 | Violeta Parra                   | 14:45    |  |
| 3.  | «Charla en el Aula Magna y canciones finales»         | Folclore chileno, Violeta Parra | 38:20    |  |

### Detalles
Más allá de esta división por pistas de los contenidos de este álbum, éstos se describen detalladamente a continuación:
- La primera pista es un extracto de una entrevista radial realizada por el locutor local Mario Céspedes a Violeta Parra. Contiene una descripción entregada por Violeta sobre su proyecto de ballet «El gavilán», que no llegaría a completar.[1]
- La segunda pista corresponde a una versión de la canción principal del ballet «El gavilán», grabada también en el marco de la entrevista radial.[1]
- La tercera pista corresponde, propiamente tal, a la conferencia dada por Violeta en el Aula Magna de Concepción. Contiene extractos de las siguientes canciones recopiladas del folclore chileno:[1]
  - «Verso por las doce palabras» (originalmente incluida en El folklore de Chile, vol. II – Violeta Parra Acompañándose en Guitarra de 1958).
  - «Verso por padecimiento» («Dios se entregó a padecer», después incluida en Violeta Parra en Ginebra grabada en 1965. Ésta corresponde, cronológicamente, a la primera grabación de Violeta de esta canción).
  - «Verso por el Rey Asuero» (originalmente incluida en El folklore de Chile, vol. II – Violeta Parra Acompañándose en Guitarra de 1958).
  - «Huyendo voy de tus rabias» (originalmente incluida en El folklore de Chile, vol. IV – La tonada presentada por Violeta Parra de 1959).
  - «Casamiento de negros» (originalmente incluida en un sencillo de 1955).
  - «El sacristán» (originalmente incluida en El folklore de Chile, vol. I – Violeta Parra, Canto y Guitarra]' de 1958).

## Ediciones
Tanto la grabación de la charla como la entrevista de Mario Céspedes, estuvieron disponibles en la página web de la Radio Universidad de Concepción al menos desde 2005, para descarga libre, como material histórico; no obstante, salvo el extracto de la entrevista que hacía referencia a las "décimas", éste permaneció inédito en formato físico hasta su edición en este CD.
en 2010, que incorporó como carátula una fotografía de la arpillera L'Homme ("El hombre") de la misma autora.
El CD fue, además, reeditado en 2014 bajo el sello de Chilevisión Música, que reeditó de manera íntegra el catálogo de la folclorista, proveniente del sello Oveja Negra.